# Dasychira chekiangensis
Dasychira chekiangensis är en fjärilsart som beskrevs av Collenette 1938. Dasychira chekiangensis ingår i släktet Dasychira och familjen tofsspinnare. Inga underarter finns listade i Catalogue of Life.